# Ascan Lutteroth (Genealoge)
Ascan Wilhelm Lutteroth (* 6. Dezember 1874 in Hamburg; † 1. August 1960 ebenda) war langjähriger Landgerichtsdirektor in Hamburg. Im Ruhestand arbeitete er als Genealoge über Hamburger Familien und war verantwortlicher Bearbeiter der Edition "Hamburgisches Geschlechterbuch".

## Familie
Ascan Lutteroth war der Sohn des Hamburger Kaufmanns Arthur Lutteroth und der Mathilde, geborene Lutteroth. Er war ein Urenkel des Hamburgischen Senators Ascan Wilhelm Lutteroth.

## Leben
Lutteroth besuchte in Hamburg zunächst das Wilhelm-Gymnasium, dann das Johanneum, wo er im November 1895 das Abitur machte. Anschließend bereiste er Frankreich, Spanien und Portugal, später auch Norwegen und Dänemark. Ab 1895 an studierte er Rechtswissenschaften an der Universität Tübingen, wo er 1896/1897 mit Begeisterung Erster Chargierter des Corps Suevia war, anschließend studierte er an der Universität Berlin und Göttingen. Im September 1900 bestand er in Berlin die Erste Staatsprüfung, wurde im September 1900 Baccalaureus und promovierte im Juli 1901 in Leipzig zum Dr. jur.
Am 1. Oktober 1900 trat er als Einjährig-Freiwilliger in das Füsilier-Regiment „Königin“ (Schleswig-Holsteinisches) Nr. 86 in Flensburg ein. Ab April 1905 war er Referendar in Hamburg und legte dort die Zweite Staatsprüfung ab, war dort stellvertretender Staatsanwalt, ab April 1908 Landrichter. Im Ersten Weltkrieg wurde er als Kriegsgerichtsrat an der Front verwendet, zunächst beim Stab der selbständigen 111. Infanteriedivision in Frankreich, dann bei der 8. Armee als Leiter des obersten Gerichts mit Sitz in Reval (heute: Tallinn, Estland).
Nach dem Ersten Weltkrieg war Lutteroth ab 1921 Landgerichtsdirektor in Hamburg und jahrelang Leiter einer Kammer für Handelssachen, von 1928 bis 1939 Leiter einer Zivilkammer. In den Kriegsjahren 1939–1942 diente er wieder als Kriegsgerichtsrat der 6. Armee in Holland, Belgien, Frankreich, Polen und Russland. 1942 wurde er mit 67 Jahren von Charkow aus in die Heimat entlassen.

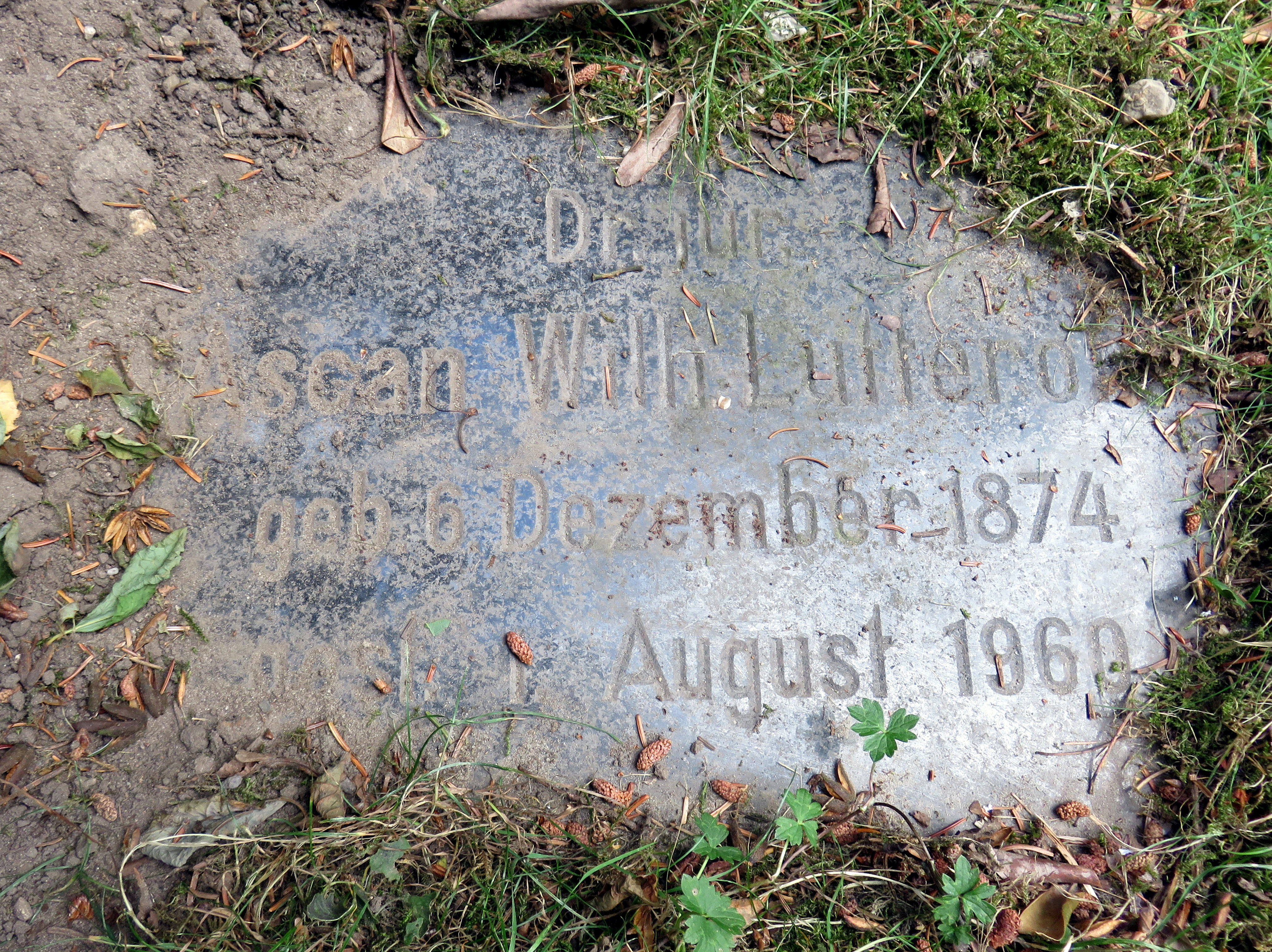
Kissenstein Ascan Wilh. Lutteroth im Familiengrab auf dem Friedhof Ohlsdorf

Im April 1942 trat er in den Ruhestand und beschäftigte sich seitdem mit familiengeschichtlichen Forschungen, sammelte Familienbilder und -wappen. Neben der eigenen Familie beschäftigte er sich dabei intensiv auch mit anderen bekannten Hamburger Geschlechtern, die er als verantwortlicher Bearbeiter im „Hamburgischen Geschlechterbuch“, aber auch in acht eigenen Druckschriften veröffentlichte. Viele Jahre war er zudem Vorsitzender des 1909 gegründeten „Hamburgischen Vereins für Familiengeschichte, Siegel- und Wappenkunde“. Lutteroth sammelte deshalb auch Familienbildnisse und Wappen.
Auf dem Hamburger Friedhof Ohlsdorf befindet sich bei Planquadrat S 25 am Beginn der Talstraße die Familiengrabstätte Lutteroth. Im Bereich vor dem zentralen Granit-Felsen befindet sich links der Kissenstein für Ascan Wilh. Lutteroth.

## Werke
- Verzeichnis gedruckter Quellen zur Geschichte Hamburger Familien. Hamburg 1921, gemeinsame Arbeit mit Percy E. Schramm.
- Das Hamburgische Herrenhaus zu Wohldorf, Hamburg, Eigenverlag/Hamburger Gaswerke, 1925.
- Acht Hamburger Familiengeschichten.
- Hamburgisches Geschlechterbuch. Band 1–8, aus der Reihe „Deutsches Geschlechterbuch“, C. A. Starke Verlag, Limburg (Lahn).
- Hamburgisches Geschlechterbuch. Band 9, in der Reihe „Deutsches Geschlechterbuch“, Band 127 der Gesamtreihe, C. A. Starke Verlag, Limburg (Lahn) 1961.